# امروز یک داستان پریان بود
«امروز یک داستان پریان بود» (به انگلیسی: Today Was a Fairytale) تک‌آهنگی از هنرمند اهل ایالات متحده آمریکا تیلور سوئیفت است که در ۲۲ ژانویه ۲۰۱۰ منتشر شد.
این تک‌آهنگ در چارت‌های کانادا و آمریکا در رتبه اول و در چارت استرالیا جزو ده ترانه اول قرار گرفت.